# ینی‌تورون‌اوباسی (ساری‌یاخچی)
ینی‌تورون‌اوباسی (به ترکی استانبولی: Yenitorunobası) یک منطقهٔ مسکونی در ترکیه است که در ساری‌یاخچی واقع شده‌است.